# Aurora Aksnes
Aurora Aksnes, känd under artistnamnet Aurora, född 15 juni 1996 i Stavanger, är en norsk sångare, låtskrivare, musiker och producent.

## Biografi
Aksnes bodde sina tre första år i byn Høle öster om Sandnes och flyttade därefter med sina föräldrar till Os, tre mil söder om Bergen. 
Aurora har utgivningskontrakt med Decca Records, Glassnote Records och Petroleum Records.
Hon nominerades 2014 som årets nykomling i P3 Gull. Den 6 november 2015 gav hon ut singeln "Half the World Away", som är en coverlåt av en Oasis-låt från 1994. Singeln nådde en elfteplats på den brittiska singellistan. Den 11 december 2015 framförde hon tre sånger på Nobels fredspriskonsert på Telenor Arena; "Murder Song (5, 4, 3, 2, 1)", "Half the World Away" och "Runaway". Under Spellemannprisen 2015 blev hon utsedd till årets nykomling och fick därmed Gramostipendet på 250 000 kronor. Hon nominerades också till klassen årets låt för "Running with the Wolves". Hennes låt "Conqueror" var med i datorspelet FIFA 16. I januari 2016 blev hon av Rolling Stone listad som en av tio nya artister som man bör känna till. Den 11 mars 2016 gavs hennes debutalbum, All My Demons Greeting Me as a Friend, ut. För albumet vann hon Spellemannprisen 2016 i klassen popsolist, och vann dessutom klassen årets musikvideo för videon till "I Went Too Far", regisserad av Arni & Kinski. Albumet blev dessutom nominerat till årets album.
I november 2019 släpptes soundtrack till Disney-filmen Frost 2, där Aurora är bakgrundssångare i låten "Into the Unknown", som sjungs av Idina Menzel.

## Diskografi
Studioalbum

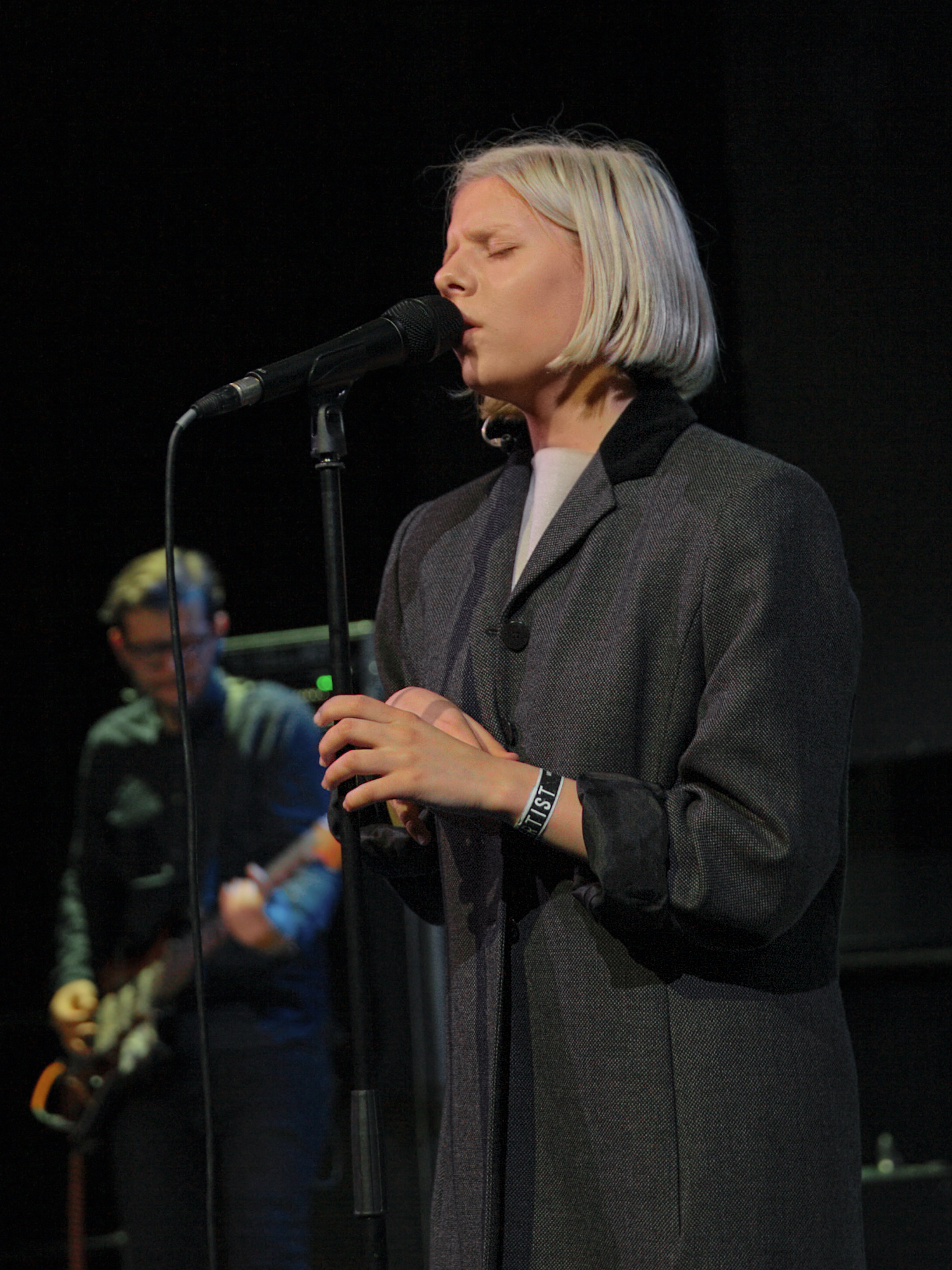
Aurora på Way Back When Festival i Tyskland 2015.

- All My Demons Greeting Me as a Friend (2016)
- Infections Of A Different Kind - Step 1 (2018)
- A Different Kind Of Human - Step 2 (2019)
- The Gods We Can Touch (2022)
- What Happened to the Heart? (2024)

EP
- Running with the Wolves (2015)

Singlar
- Puppet (2012)
- Awakening (2013)
- Under Stars (2014)
- Runaway (2015)
- Running with the Wolves (2015)
- Murder Song (5, 4, 3, 2, 1) (2015)
- Half the World Away (2015)
- Conqueror (2016)
- Warrior (2016)
- Queendom (2018)
- Forgotten Love (2018)
- Animal (2019)
- The Seed (2019)
- The River (2019)
- Apple Tree (2019)
- Daydreamer (2019)
- Into the Unknown (with Idina Menzel) (2019)
- Exist for Love (2020)
- Secret Garden (2020)
- Stjernestøv (2020)
- Sofia (2021)
- Cure For Me (2021)

## Utmärkelser och nomineringar
| År   | Utmärkelse                      | Kategori                | For                                    | Resultat  |
| ---- | ------------------------------- | ----------------------- | -------------------------------------- | --------- |
| 2014 | P3 Gull                         | Årets nykommer          | Aurora Aksnes                          | Nominerad |
| 2015 | GAFFA-prisen                    | Årets norske soloartist | AURORA                                 | Vann      |
| 2016 | Spellemannprisen 2015           | Årets nykommer          | Aurora Aksnes                          | Vann      |
| 2016 | Spellemannprisen 2015           | Årets låt               | Running With the Wolves                | Nominerad |
| 2016 | European Border Breakers Awards | EBBA 2016               | AURORA                                 | Vann      |
| 2017 | Spellemannprisen 2016           | Popsolist               | All My Demons Greeting Me as a Friend  | Vann      |
| 2017 | Spellemannprisen 2016           | Årets album             | All My Demons Greeting Me as a Friend  | Nominerad |
| 2017 | Spellemannprisen 2016           | Årets musikkvideo       | «I Went Too Far» (regi: Arni & Kinski) | Vann      |
| 2019 | Spellemannprisen 2018           | Årets musikkvideo       | «Queendom» (regi: Kinga Burza)         | Nominerad |